# Alain Mellet
Pour les articles homonymes, voir Mellet (homonymie).
Alain Mellet, né le 28 mars 1882 à Rennes et mort le 3 novembre 1932 à Paris, est un militant royaliste et journaliste français.

## Biographie
Né le 28 mars 1882 au no 8 de la rue Saint-François, à Rennes, Alain-Joseph-Jules-Marie Mellet est le fils d'Anne-Marie Mottier et de l'architecte Henri Mellet. En 1900, Alain passe le concours de l’École navale mais n'est pas reçu.
Élevé dans un milieu catholique et royaliste, Alain Mellet participe avec son père aux actions contre les inventaires puis, en mai 1909, à la manifestation contre la représentation du Foyer au théâtre de Rennes.

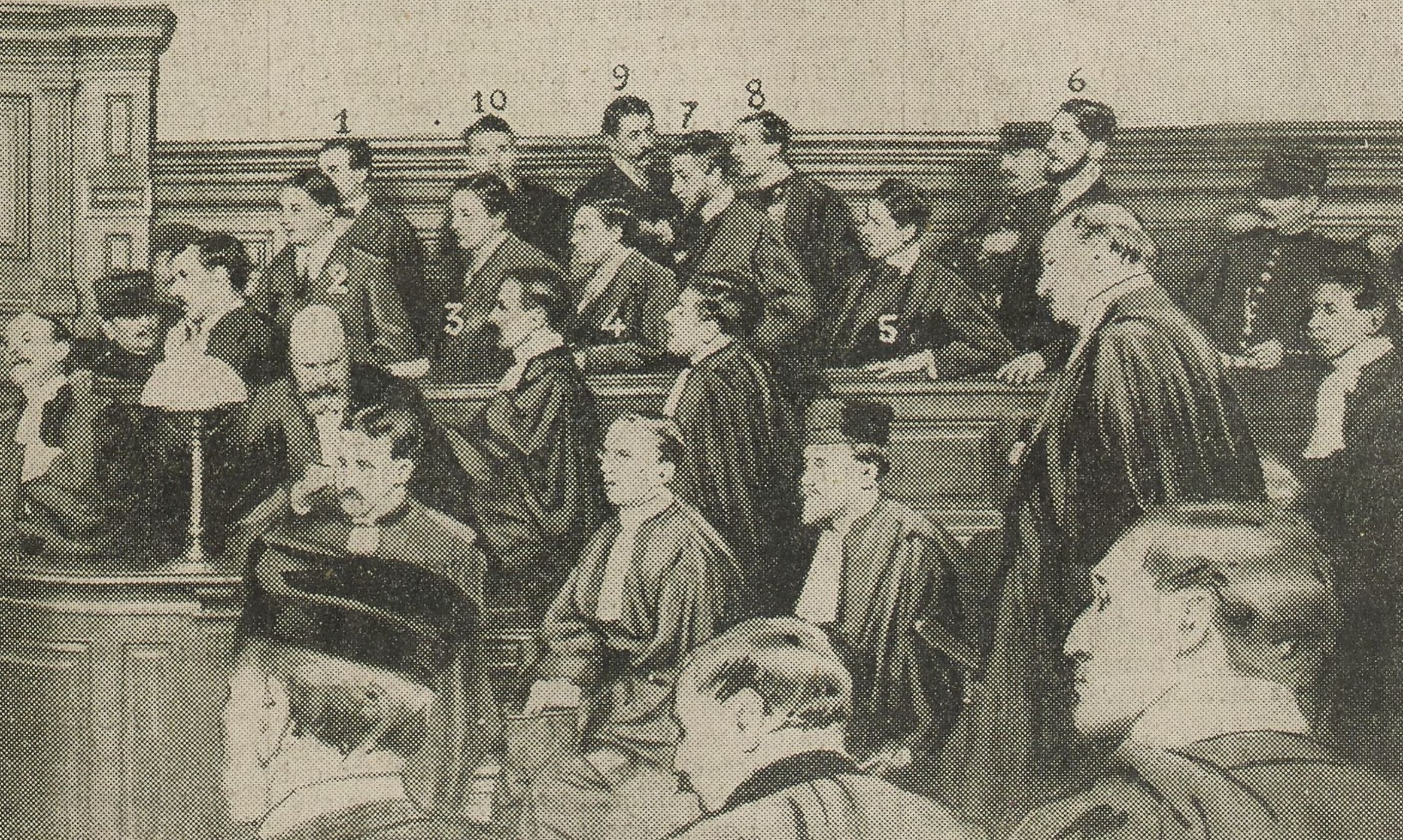
Procès en appel des camelots du roi (Excelsior, 14 mai 1911). Mellet est indiqué par le no 9.

Il se rend ensuite à Paris, où il rejoint le mouvement de l'Action française au cours de l'hiver 1910-1911. Il y rencontre Charles Maurras et Maurice Pujo. Le 28 mars 1911, lors du procès de Lucien Lacour, un camelot du roi qui avait giflé Aristide Briand, Mellet est condamné à dix mois de prison pour avoir perturbé l'audience aux côtés d'autres jeunes ligueurs royalistes. Il purge sa peine, réduite à six mois par la cour d'appel, à la prison de la Santé. Après sa libération, il devient l'un des rédacteurs de L'Action française.
Pendant la Première Guerre mondiale, Mellet s'engage dans le 12e régiment de cuirassiers puis sert comme interprète attaché à l'armée anglaise.
Le 2 août 1921, à Montmorillon, Alain Mellet épouse Isabelle Augier de Moussac (1888-1963), avec laquelle il aura deux filles, Jacqueline et Isabelle.
En 1929, il imagine le canular des Poldèves afin de ridiculiser des parlementaires de gauche.
Le 19 octobre 1932, Alain Mellet tombe malade après avoir pris part à un banquet d'anciens conscrits. Hospitalisé à la Maison municipale de Santé, il y meurt d'une congestion pulmonaire le 3 novembre 1932. Il est inhumé le 7 novembre au cimetière du Nord, à Rennes, après une cérémonie religieuse célébrée en l'église Saint-Germain.